# Montbazens (tổng)
Tổng Montbazens là một tổng thuộc tỉnh l'Aveyron trong vùng Occitanie.
Tổng này được tổ chức xung quanh Montbazens ở quận Villefranche-de-Rouergue. Độ cao khu vực này dao động từ 233 m (Peyrusse-le-Roc) đến 664 m (Compolibat) với độ cao trung bình 477 m.

## Các đơn vị trực thuộc
Tổng Montbazens gồm 13 xã với dân số 6 169 người (điều tra dân số năm 1999, dân số không tính trùng)
| Xã              | Dân số | Mã bưu chính | Mã insee |
| --------------- | ------ | ------------ | -------- |
| Brandonnet      | 316    | 12350        | 12034    |
| Compolibat      | 405    | 12350        | 12071    |
| Drulhe          | 417    | 12350        | 12091    |
| Galgan          | 324    | 12220        | 12108    |
| Lanuéjouls      | 605    | 12350        | 12121    |
| Lugan           | 314    | 12220        | 12134    |
| Maleville       | 905    | 12350        | 12136    |
| Montbazens      | 1 315  | 12220        | 12148    |
| Peyrusse-le-Roc | 229    | 12220        | 12181    |
| Privezac        | 273    | 12350        | 12191    |
| Roussennac      | 429    | 12220        | 12206    |
| Valzergues      | 203    | 12220        | 12289    |
| Vaureilles      | 434    | 12220        | 12290    |

## Biến động dân số
| 1962                                                     | 1968  | 1975  | 1982  | 1990  | 1999  |
| -------------------------------------------------------- | ----- | ----- | ----- | ----- | ----- |
| 7 060                                                    | 7 406 | 7 003 | 6 894 | 6 473 | 6 169 |
| Nombre retenu à partir de 1962 : dân số không tính trùng |       |       |       |       |       |